# Lupin III VS Meitantei Konan
Lupin III đối đầu Thám tử Conan (ルパン三世VS名探偵コナン Rupan Sansei Vāsasu Meitantei Konan) là phim có sự kết hợp giữa Lupin III và Thám tử lừng danh Conan. Phim được công chiếu ngày 27 tháng 3, 2009.

## Nội dung
Ở một quốc gia được gọi là Vespania người ta đã phát hiện được một loại bảo vật mới nó gây sự chú ý của Lupin. Không may cùng lúc này Nữ hoàng Sakura và Hoàng tử Gill chết. Tiếp đó công chúa Mira lên kế vị. Trong chuyến đi đến Nhật Bản công chúa đã tìm thấy một người giống mình là Ran và chơi trò đổi vị trí cho nhau. Sau đó Ran đến Vespania  cùng với Conan, Zenigata, Mori Kogoro, Lupin và Fujiko một cách bị ép buộc. Ở đó họ gặp được Jigen và giải mã bí ẩn về cái chết của Nữ hoàng và Hoàng tử.

## Phân vai
- Edogawa Conan - Takayama Minami
- Arsène Lupin III - Kurita Kanichi
- Daisuke Jigen - Kobayashi Kiyoshi
- Ishikawa Goemon XIII - Inoue Makio
- Mine Fujiko - Masuyama Eiko
- Zenigata Koichi - Naya Gorō
- Mouri Ran - Yamazaki Wakana
- Mouri Kogoro - Kamiya Akirg
- Megure Juzo- Chafurin
- Takagi Wataru- Takagi Wataru
- Suzuki Sonoko - Matsui Naoko
- Kudo Shinichi - Yamaguchi Kappei
- Công chúa Mira Julietta Vespaland - Horie Yui
- Nữ hoàng Sakura Aludia Vespaland - Suzuki Hiroko
- Hoàng tử Gill Cowell Vespaland - Fukuyama Jun
- Duke Gerard Musca Vespaland - Yara Yusaku
- Sir Kyle - Kusunoki Taiten

## Tiếp Nhận
Phim được xếp hạng nhất cho bảng xếp hạng Anime Truyền hình Nhật Bản vào ngày 23–29 tháng 3 năm 2009. DVD phát hành đã bán khoảng 7,000 bản trong tuần đầu tiên. Phiên bản Blu-ray đứng thứ bán cho anime bán chạy nhất vào 27 tháng hai và 2 tháng tám, 2009, và nằm  ở top 20 ngày 29 tháng 11 năm 2009.

## Phiên bản Manga và Phim Lupin III đối đầu Thám tử Conan
Phim: Lupin III đối đầu Thám tử Conan được công chiếu ở các rạp Nhật Bản vào ngày 7 tháng 12 năm 2013.
và cũng đã phát hành dưới phiên bản manga Lupin III đối đầu Thám tử Conan trên tạp chí  Shonen Sunday, vào tháng 10 năm 2013.